# Парасолькова організація

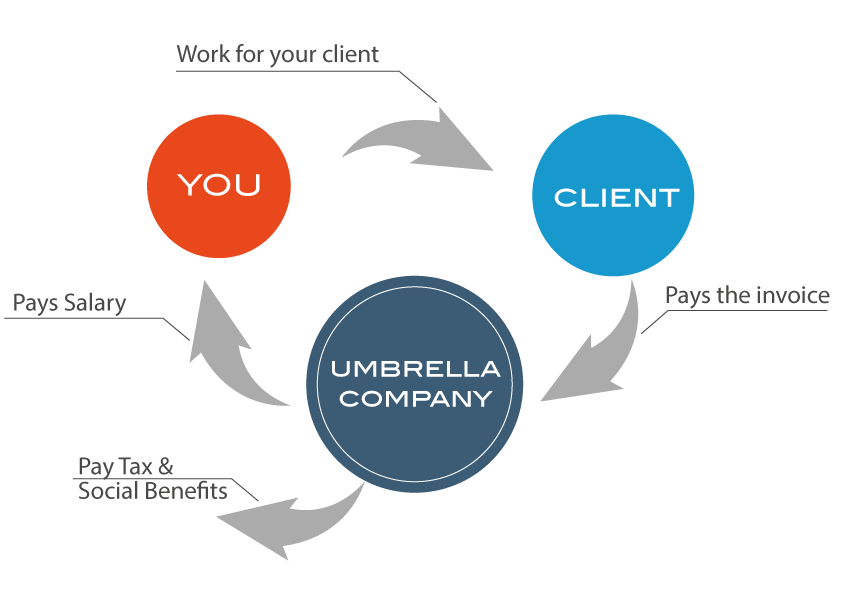
Блок-схема парасолькової організації

Парасолькова організація — є об'єднанням установ, організацій чи інших юридичних осіб, які працюють разом в будь-якій галузі, разом координують свою діяльність або розподіляють ресурси. В діловому, політичному чи іншому середовищі часто відбувається так, що одна група (парасолькова організація) надає ресурси і ідентичність для невеликих організацій. Іноді парасолькова організація якоюсь мірою відповідає за групи і організації, що знаходяться під її опікою.
Парасолькові організації можуть виконувати такі завдання:
- Накопичення інформації і розподілу завдань поміж собою.
- Сприяння розвитку своїх членів.
- Організація навчання і консультування.
- Проведення досліджень і аналіз середовища діяльності членів організації.
- Розробка цільових груп і електорату об'єднань.

Метою створення парасолькових організацій зазвичай є представлення інтересів членських організацій на такому рівні, де спільні дії більш ефективні. Парасолькові організації можуть діяти як на місцевому, так і на регіональному, загальнодержавному або міжнародному рівні.
Деякі парасолькові організації об'єднують свої сили з іншими парасольковими організаціями для створення асоціацій або виконують функції, що виходять за рамки загальних завдань.
Кожен член «парасолькової» групи має стратегічний орган, а також два рівні управління, але цей орган підпорядкований стратегічному органу центру, який є спостерігачем, який представляє інтереси осіб і організацій, зацікавлених у справах фірми. Введення до складу стратегічного органу керівника філії означає визнання успіхів управління і очолюваного ним філії.
Багато фірм вибирають «парасолькову» структуру, оскільки вона досить гнучка, передбачає велику ступінь автономії і отже, сприяє розвитку ініціативи управлінців, зростання обороту і розширенню корпорації. З іншого боку, не завжди така подрібнена структура є ефективною з точки зору витрат. Окремі філії мають переважно вузьке поле діяльності в рамках регіональних ринків, і їх мислення формується під впливом місцевих умов. Це створює складності в підтримці ефективного зв'язку між окремими філіями, а також між філіями і центром.

#### Ресурси Інтернету
- «Зонтичная» структура
- Зонтичные организации